# 施特龙
施特龙是德国莱茵兰-普法尔茨州的一个市镇。总面积8.60平方公里，总人口502人，其中男性268人，女性234人（2011年12月31日），人口密度58人/平方公里。